# 観点主義

## 哲学において
観点主義（かんてんしゅぎ、独: Perspektivismus（パースペクティヴィスムス）、英: Perspectivism（パースペクティヴィズム）、Perspectivalism〈パースペクティヴァリズム〉）または遠近法主義（えんきんほうしゅぎ）、あるいは単に遠近法（えんきんほう）は、認識論上の立場の一つ。ニーチェによって提起された。ニーチェによれば、己の欲求が独自に作り上げている規範に即して生物個体が世界を解釈し、またその己の規範を他者の欲求が作り上げている規範と競わせるときの、その規範が遠近法であり、世界に初発に意味はなく遠近法で解釈するのが真実だとする姿勢が、遠近法主義である。人間外生物に顕著な姿勢だが人間にも該当すると、ニーチェが見ている。

## 人類学において
ブラジルの人類学者 ・エドゥアルド・ヴィヴェイロス・デ・カストロはアマゾン地帯などのいくつかの部族にとって動物たちが人間たちを動物と見なし、自己を人間のように意識するという観点を指摘し、その比較人類学論を観点主義（ "perspectivisme"）と呼んだ。つまり、あらゆる生き物が常に自己の身体を経由して他の生き物を認識せざるを得ないという理論である。フランスの人類学者フィリップ・デスコーラは、人間を中心としない、この"人間と非人間共有の観点主義"を、アニミズム特有のオントロジーの表れであると指摘した。